# エマヌエル・ナバレッテ
エマヌエル・ナバレッテ（Emanuel Navarrete、1995年1月17日 - ）は、メキシコのプロボクサー。メキシコシティ出身。現WBO世界スーパーフェザー級王者。元WBO世界スーパーバンタム級王者。元WBO世界フェザー級王者。世界3階級制覇王者。

## 来歴
2012年2月18日、スンパンゴにてフライ級でプロデビュー。1回TKO勝ちでデビュー戦を飾った。
2012年7月26日、ダニエル・アリゲータとの4回戦で0-3の判定負けを喫した。

### スーパーバンタム級
2018年6月2日、ヌエボ・レオン州モンテレイでWBA世界スーパーバンタム級7位のホセ・サンマルティンとWBA世界同級挑戦者決定戦を行い、12回TKO勝ちを収め、同級王者のダニエル・ローマンと暫定王者のモイセス・フローレスとの団体内王座統一戦の勝者への挑戦権を獲得した。
2018年12月8日、ニューヨークのフールー・シアターにて、ワシル・ロマチェンコ対ホセ・ペドラザの前座でWBO世界スーパーバンタム級王者のアイザック・ドグボエとWBO世界同級タイトルマッチを行い、12回3-0（116-112×2、115-113）の判定勝ちで王座獲得に成功した。
2019年5月11日、アリゾナ州ツーソンのツーソン・コンベンション・センターで前WBO世界スーパーバンタム級王者アイザック・ドグボエとダイレクトリマッチで再戦し、12回2分2秒TKO勝ちを収め初防衛に成功した。
2019年8月17日、ロサンゼルスのバンク・オブ・カリフォルニア・スタジアムで、WBO世界スーパーバンタム級10位のフランシスコ・デ・バカとWBO世界同級タイトルマッチを行い、3回1分54秒KO勝ちを収め2度目の防衛に成功した。
2019年9月14日、T-モバイル・アリーナにてタイソン・フューリー対オットー・ヴァリンの前座でファン・ミゲル・エロルデとWBO世界同級タイトルマッチを行い、4回TKO勝ちを収め3度目の防衛に成功した。この試合で、ナバレッテは22万ドル（約2300万円）、エロルデは4万ドル（約430万円）のファイトマネーを稼いだ。
2020年7月11日、階級を上げるためにWBO世界スーパーバンタム級王座を返上した。

### フェザー級
2020年8月21日、ヘスス・マグダレノとの空位のWBO世界フェザー級王座決定戦の入札が行われトップランクが25万ドルで落札するも、マグダレノがファイトマネーが安すぎるとしてこの試合を拒否した。
2020年10月9日、ラスベガスでWBO世界フェザー級2位のルーベン・ビラとWBO世界同級王座決定戦を行い、初回、4回と2度のダウンを奪い12回3-0（114-112×2、115-111）の判定勝ちを収め、2階級制覇に成功した。
2021年4月24日、フロリダ州キシミーでWBO世界フェザー級6位のクリストファー・ディアスとWBO世界同級タイトルマッチを行い、3度ダウンを奪い12回に4度目のダウンを奪ったところで、ディアス陣営から試合棄権の意思表示があり、TKO勝ちを収め初防衛に成功した。
2021年10月15日、カリフォルニア州サンディエゴでWBO世界フェザー級1位のジョエ・ゴンサレスとWBO世界同級タイトルマッチを行い、12回3-0（116-112×2、118-110）の判定勝ちを収め2度目の防衛に成功した。この試合で、ナバレッテは55万ドル（6280万円）、ゴンサレスは18万5千ドル（2110万円）のファイトマネーを稼いだ。
2021年11月19日、自身のInstagramでトップランクとサンフェル・プロモーションズを離脱してフリーエージェントとなったことを発表した。
2022年6月29日、トップランクと新たに単独で再契約したことが発表された。
2022年8月20日、カリフォルニア州のペチャンガ・アリーナでWBO世界フェザー級7位のエドゥアルド・バエスとWBO世界同級タイトルマッチを行い、6回KO勝ちで3度目の防衛に成功した。

### スーパーフェザー級
2023年2月3日、アリゾナ州グレンデールのデザート・ダイヤモンド・アリーナでWBO世界スーパーフェザー級王座決定戦を同級3位のリアム・ウィルソンと行い、4回に強打をもらいダウンを奪われ大きなダメージを負ったが、ナバレッテは立て直すと、9回TKO勝ちを収め王座獲得に成功。3階級制覇を達成した。
2023年2月9日、WBO世界フェザー級王座を返上した。
2023年8月12日、アリゾナ州グレンデールのデザートダイヤモンド・アリーナでWBO世界スーパーフェザー級1位のオスカル・バルデスとWBO世界同級タイトルマッチを行い、12回3-0（119-109、118-110、116-112）の判定勝ちを収め王座初防衛に成功した。
2023年9月22日、ナバレッテがスーパー王者の認定要請を行い、WBOが全会一致の投票で承認しナバレッテはスーパー王者に認定された。
2023年11月16日、T-モバイル・アリーナにてシャクール・スティーブンソン対エドウィン・デ・ロス・サントスの前座で、リオデジャネイロオリンピックライト級金メダリストにしてWBO世界スーパーフェザー級11位のロブソン・コンセイソンとWBO世界同級タイトルマッチを行い、12回1-0（114-112、113-113×2）の判定で引き分けるも2度目の防衛に成功した。

### ライト級挑戦
2024年5月18日、サンディエゴのペチャンガ・アリーナにてWBO世界ライト級1位のデニス・ベリンチクとWBO世界同級王座決定戦を行うも、約12年ぶりの敗戦となる12回1-2（112-116、116-112、115-113）の判定負けを喫し王座獲得と4階級制覇に失敗した。
2024年12月7日、アリゾナ州フェニックスのフットプリント・センターでWBO世界スーパーフェザー級暫定王者のオスカル・バルデスとWBO世界同級団体内王座統一戦を行い約1年4ヶ月ぶりに再戦。初回に右フック、4回に右フックからのアッパー、6回に左ボディブローで計3度ダウンを奪い、6回2分42秒KO勝ちを収めバルデスの暫定王座を吸収し王座統一と3度目の防衛に成功した。
2025年5月10日、カリフォルニア州サンディエゴのペチャンガ・アリーナでWBO世界スーパーフェザー級1位のチャーリー・スアレスとWBO世界同級タイトルマッチを行い、6回開始早々にナバレッテが偶然のバッティングで左目上をカット、8回開始直後にドクターチェックが入りドクターストップにより試合続行不可となり、8回1秒3-0（78-75、77-76×2）の負傷判定勝ちを収め4度目の防衛に成功した。しかし、数時間後に試合を中継したESPNが別角度から編集したリプレイ映像からはナバレッテの負傷の原因がバッティングではなくスアレスの左パンチであると確認され、試合を管轄したカリフォルニア州コミッションはレフェリーのエドワード・コリャンテスの誤審により試合の結果を無効試合とするかを求め、同年6月2日付でレフェリーの誤審を認めた上で試合結果を無効試合に変更した。

## 戦績
- プロボクシング：43戦 39勝 (32KO) 2敗 1分 1無効試合

| 戦           | 日付           | 勝敗 | 時間     | 内容    | 対戦相手                       | 国籍           | 備考                                         |
| ------------ | -------------- | ---- | -------- | ------- | ------------------------------ | -------------- | -------------------------------------------- |
| 1            | 2012年2月18日  | ☆    | 1R 終了  | TKO     | ミサエル・ラミレス             | メキシコ       | プロデビュー戦                               |
| 2            | 2012年3月8日   | ☆    | 1R 終了  | TKO     | ジョナサン・ロハス             | メキシコ       |                                              |
| 3            | 2012年4月12日  | ☆    | 1R 1:52  | TKO     | イバン・ドノバン               | メキシコ       |                                              |
| 4            | 2012年5月10日  | ☆    | 1R 終了  | TKO     | イバン・オチョア               | メキシコ       |                                              |
| 5            | 2012年6月21日  | ☆    | 1R 終了  | TKO     | イスマエル・ガルニカ           | メキシコ       |                                              |
| 6            | 2012年7月26日  | ★    | 4R       | 判定0-3 | ダニエル・アルゲータ           | メキシコ       |                                              |
| 7            | 2012年12月15日 | ☆    | 2R 1:01  | TKO     | ラモン・ペーニャ               | メキシコ       |                                              |
| 8            | 2013年3月2日   | ☆    | 4R 2:40  | TKO     | アントニオ・グティエレス       | メキシコ       |                                              |
| 9            | 2014年8月8日   | ☆    | 4R 終了  | TKO     | エマニュエル・ドミンゲス       | メキシコ       |                                              |
| 10           | 2014年11月21日 | ☆    | 8R       | 判定3-0 | アルベルト・ルナ               | メキシコ       |                                              |
| 11           | 2015年2月21日  | ☆    | 3R 3:00  | TKO     | マルコ・アントニオ・ゴンサレス | メキシコ       |                                              |
| 12           | 2015年7月4日   | ☆    | 6R 1:21  | TKO     | エンリケ・ベルナッチェ         | メキシコ       |                                              |
| 13           | 2015年9月5日   | ☆    | 4R 0:54  | TKO     | ジョナサン・レコナ・ラモス     | メキシコ       |                                              |
| 14           | 2015年11月28日 | ☆    | 3R 2:59  | KO      | リカルド・ローマン             | メキシコ       |                                              |
| 15           | 2016年3月5日   | ☆    | 5R 1:55  | TKO     | オスワルド・カストロ           | メキシコ       |                                              |
| 16           | 2016年7月16日  | ☆    | 2R 2:55  | TKO     | ロベルト・プチェッタ           | メキシコ       |                                              |
| 17           | 2016年8月13日  | ☆    | 8R       | 判定3-0 | エレアサール・バレンズエラ     | メキシコ       |                                              |
| 18           | 2016年10月8日  | ☆    | 10R      | 判定3-0 | マルティン・カシージャス       | メキシコ       |                                              |
| 19           | 2017年1月21日  | ☆    | 6R 0:50  | TKO     | デニス・コントレラス           | メキシコ       |                                              |
| 20           | 2017年3月25日  | ☆    | 1R 2:48  | TKO     | サルバドール・エルナンデス     | メキシコ       |                                              |
| 21           | 2017年6月24日  | ☆    | 2R 2:28  | TKO     | ルイス・ベドージャ・オロスコ   | メキシコ       |                                              |
| 22           | 2017年7月29日  | ☆    | 5R 2:20  | TKO     | ジョン・ジェミノ               | フィリピン     |                                              |
| 23           | 2017年10月28日 | ☆    | 2R 2:43  | TKO     | ダニー・フローレス             | メキシコ       |                                              |
| 24           | 2018年1月20日  | ☆    | 2R 1:37  | KO      | グレン・ポラス                 | フィリピン     |                                              |
| 25           | 2018年3月10日  | ☆    | 4R 2:31  | TKO     | ブレイロール・テラン           | ベネズエラ     |                                              |
| 26           | 2018年6月2日   | ☆    | 12R 0:46 | KO      | ホセ・サンマルティン           | コロンビア     | WBA世界スーパーバンタム級挑戦者決定戦        |
| 27           | 2018年12月8日  | ☆    | 12R      | 判定3-0 | アイザック・ドグボエ           | ガーナ         | WBO世界スーパーバンタム級タイトルマッチ      |
| 28           | 2019年5月11日  | ☆    | 12R 2:02 | TKO     | アイザック・ドグボエ           | ガーナ         | WBO防衛1                                     |
| 29           | 2019年8月17日  | ☆    | 3R 1:54  | KO      | フランシスコ・デ・バカ         | アメリカ合衆国 | WBO防衛2                                     |
| 30           | 2019年9月14日  | ☆    | 4R 0:26  | TKO     | ファン・ミゲル・エロルデ       | フィリピン     | WBO防衛3                                     |
| 31           | 2019年12月7日  | ☆    | 4R 2:09  | TKO     | フランシスコ・オルタ           | メキシコ       | WBO防衛4                                     |
| 32           | 2020年2月22日  | ☆    | 11R 2:20 | TKO     | ジョー・サンティシマ           | フィリピン     | WBO防衛5                                     |
| 33           | 2020年6月20日  | ☆    | 6R 2:22  | TKO     | ウリエル・ロペス               | メキシコ       |                                              |
| 34           | 2020年10月9日  | ☆    | 12R      | 判定3-0 | ルーベン・ビラ                 | アメリカ合衆国 | WBO世界フェザー級王座決定戦                  |
| 35           | 2021年4月24日  | ☆    | 12R 2:49 | TKO     | クリストファー・ディアス       | プエルトリコ   | WBO防衛1                                     |
| 36           | 2021年10月15日 | ☆    | 12R      | 判定3-0 | ジョエ・ゴンザレス             | アメリカ合衆国 | WBO防衛2                                     |
| 37           | 2022年8月20日  | ☆    | 6R 1:05  | KO      | エデュアルド・バエス           | メキシコ       | WBO防衛3                                     |
| 38           | 2023年2月3日   | ☆    | 9R 1:57  | TKO     | リアム・ウィルソン             | オーストラリア | WBO世界スーパーフェザー級王座決定戦          |
| 39           | 2023年8月12日  | ☆    | 12R      | 判定3-0 | オスカル・バルデス             | メキシコ       | WBO防衛1                                     |
| 40           | 2023年11月16日 | △    | 12R      | 判定1-0 | ロブソン・コンセイソン         | ブラジル       | WBO防衛2                                     |
| 41           | 2024年5月18日  | ★    | 12R      | 判定1-2 | デニス・ベリンチク             | ウクライナ     | WBO世界ライト級王座決定戦                    |
| 42           | 2024年12月7日  | ☆    | 6R 2:42  | KO      | オスカル・バルデス             | メキシコ       | WBO世界スーパーフェザー級王座統一戦 WBO防衛3 |
| 43           | 2025年5月10日  | －   | 7R 0:01  | NC      | チャーリー・スアレス           | フィリピン     |                                              |
| テンプレート |                |      |          |         |                                |                |                                              |

## 獲得タイトル
- WBO世界スーパーバンタム級王座（防衛5=返上）
- WBO世界フェザー級王座（防衛3=返上）
- WBO世界スーパーフェザー級王座（防衛4）